# 斯特拉 (北卡羅萊納州)
斯特拉（英語：Stella）是位於美國北卡羅萊納州加特利縣的非建制地區。

## 歷史
斯特拉的郵局自1880年營運至今。

## 地理
斯特拉所處的海拔為高於海平面2米（即7英呎），而該地所採用的時區為UTC-5，即北美东部时区（EST）。同時該地設有夏令時間，為UTC-5調快一小時，即UTC-4（EDT）。